# MtPaint
mtPaint (Mark Tylers Paint) is een lichtgewicht tekenprogramma voor Windows en Linux. Het is in 2004 ontwikkeld door de Brit Mark Tyler en wordt momenteel onderhouden door Dmitry Groshev. Het programma kan worden gebruikt voor het maken van tekeningen en het bewerken van foto's. Het maakt gebruik van GTK 1 en 2 en wordt geschreven in de programmeertaal C. Vanwege de kleine omvang is het ook een programma ook geschikt om te werken op oudere, minder krachtige computers.

## Kenmerken en mogelijkheden

### Interface
- Werkbalken die met een eenvoudige knop aan- en uitgeschakeld kunnen worden
- Horizontale of verticale indeling van het scherm
- Een pixel-structuur die het mogelijk maakt sterk in te zoomen
- De penseel kan uiterst accuraat worden bewogen met de pijltjestoetsen
- Toetsencombinaties voor samengestelde handelingen
- 12 afbeeldingen kunnen op het klembord worden opgeslagen
- Tot aan 1000 stappen die nog ongedaan gemaakt kunnen worden
- Vertaling in vele talen waaronder het Nederlands
- De mogelijkheid tot het maken van schermafdrukken

### Grafische mogelijkheden
- Gebruik van een geïndexeerd palet van RGB-afbeeldingen
- Openen, bewerken en bewaren van BMP-, GIF-, JPEG-, PNG-, TIFF- en XPM-bestanden
- Uitgebreide mogelijkheden om een palet samen te stellen
- Afbeeldingen maken die tot 100 lagen bevatten
- Het maken van animaties door lagen samen te stellen of paletten te verschuiven
- GIF-animaties aanmaken met Gifsicle
- Verscheidene mogelijkheden tot vervaging van de afbeelding (Gausiaans, Kuwahara Nagao)
- Herschalingen, vergrotingen en verkleiningen
- Toepassingen van allerlei structuren en patronen